# Initiative populaire « Halte au bétonnage - pour une stabilisation du réseau routier »
L'initiative populaire « Halte au bétonnage - pour une stabilisation du réseau routier » est une initiative populaire suisse, rejetée par le peuple et les cantons le 1er avril 1990.

## Contenu
L'initiative demande d'ajouter un article 36quarter à la Constitution fédérale que la superficie du réseau routier du pays ne peut dépasser la superficie qu'il occupe au 30 avril 1986 ; toute nouvelle construction de route doit être compensée par la réaffectation d'une surface identique dans la même région.
Le texte complet de l'initiative peut être consulté sur le site de la Chancellerie fédérale.

## Déroulement

### Contexte historique
En Suisse, le terme de « route nationale » regroupe, selon l'article 36 de la Constitution, l'ensemble des « voies de communication les plus importantes présentant un intérêt pour la Suisse en général » ; ce même article 36 donne à la Confédération le pouvoir législatif pour « l'établissement et l'utilisation d'un réseau de routes nationales », déléguant aux cantons la responsabilité de la construction et de l'entretien de ces routes. Cet article est approuvé en votation populaire le 6 juillet 1958, alors qu'il est présenté comme contre-projet direct à l'initiative populaire « pour l'amélioration du réseau routier » présentée par l'Automobile Club suisse et qui sera ensuite retirée en faveur de ce contre-projet.
Basé sur cet article, la loi sur les routes nationales est publiée le 8 mars 1960 et une première liste de 12 routes nationales (plus 4 tronçons spéciaux) est dressée dans un arrêté du 21 juin 1960. Par la suite, de nombreuses demandes sont faites pour étendre cette liste qui a été revue à trois reprises, le 25 juin 1965 pour ajouter le tunnel routier du Saint-Gothard, le 23 juin 1971 pour ajouter le contournement autoroutier de Zurich par le nord et l'ouest et le 5 octobre 1984 pour ajouter la Transjurane.
Devant le refus du gouvernement fédéral de toute autre modification du plan général, Franz Weber lance, en 1974 une initiative qui demande que le peuple puisse être consulté pour toute réalisation de route nationale. Cette initiative, bien que rejetée en votation populaire le 26 février 1978, provoque la création, le 8 novembre 1978, d'une commission (appelée « commission Biel » du nom de son président Walter Biel)  chargée de procéder au réexamen de 6 tronçons autoroutiers prévus à la construction. Les résultats de cette commission, publiés le 25 septembre 1981 préconise la construction de cinq des six tronçons étudiés, seul une jonction dans la banlieue de Zurich étant rejetée.
Le 9 juin 1987, le Conseil fédéral décide, dans le cadre d'un projet de lutte contre la pollution de l'air arrêté par le Parlement, de geler le plan d'extension du réseau des routes fédérales tant que le programme ferroviaire Rail 2000 n'est pas totalement réalisé. Toutefois, jugeant cette mesure insuffisante, l'Association suisse des transports lance conjointement quatre initiatives populaires dans le but de ralentir ce que les initiants appellent « un bétonnage excessif ». quatre tronçons sont ainsi visés, à savoir les autoroutes A1 entre Morat et Yverdon, A4 dans la region du Knonau et A5 entre Soleure et Bienne et enfin la Transjuranne. La dernière de ces initiatives, officiellement baptisée « pour un canton du Jura libre d'autoroute », sera finalement retirée le 21 novembre 1989.
Parallèlement à ces demandes, la présente initiative est lancée par un comité formé de membres des Verts et des POCH avec, comme argument principal, que 70 % des autoroutes du pays sont déjà construites et que les 30 % restant seraient toutes très controversés. Elle demande donc « de rectifier les décisions malencontreuses et autres démarches erronées du passé ».

### Récolte des signatures et dépôt de l'initiative
La récolte des 100 000 signatures nécessaires a débuté le 4 septembre 1984. Le 25 février 1986 de la même année, l'initiative a été déposée à la chancellerie fédérale qui l'a déclarée valide le 14 avril.

### Discussions et recommandations des autorités
Le Conseil fédéral et le parlement recommandent tous deux le rejet de cette initiative. Dans son message adressé à l'assemblée, le Conseil fédéral met trois points en avant pour justifier ce refus : le premier point concerne la perte de souveraineté subie par les cantons qui sont, jusqu'alors, chargés de la gestion du réseau routier ; le second point concerne la date de référence utilisée dans l'initiative, 1986, soit plusieurs années avant la votation ; enfin, la troisième justification porte sur le concept de compensation prévu dans l'initiative, qui est, selon le gouvernement, « une manière générale impossible à appliquer ».

### Votation
Soumise à la votation le 1er avril 1990, l'initiative est refusée par la totalité des 20 6/2 cantons et 71,5 % des suffrages exprimés. Le tableau ci-dessous détaille les résultats par cantons :

## Effets
Présentées le même jour à la votation que cette initiative, les trois autres demandes vont connaitre le même sort : l'initiative « pour une région sans autoroute entre Morat et Yverdon » est refusée par 67,3 % des votants, l'initiative « pour un district du Knonau sans autoroute » par 68,6 % des votants et celle « contre la construction d'une autoroute entre Bienne et Soleure / Zuchwil » par 66,0 % des votants.
Par la suite, et à l'opposé, l'initiative des Alpes qui fait passer de la route au rail le trafic des marchandises est approuvée le 20 février 1994 par 51,9 % des votants ; par la suite, le 8 février 2004, le peuple refuse à 68,2 % le contre-projet à l'initiative « Avanti » qui prévoyait un élargissement de certains tronçons d'autoroutes et le percement d'une seconde galerie au tunnel du Gothard, en contradiction partielle avec l'initiative des Alpes.